# Cyril Collard
Cyril Collard   (16è districte de París, 19 de desembre de 1957 - Versalles, 5 de març de 1993) va ser autor, director, compositor, i actor francès. Conegut internacionalment per la seva visió de la sida i de la bisexualitat en la seva obra artística, sobretot en la seva novel·la autobiogràfica Les Nuits Fauves (Les Nits Salvatges) i la seva posterior recreació en la pantalla gran. Collard va ser capdavanter en parlar obertament i sense autocommiseració de la seva condició de seropositiu.

## Inicis
Va néixer dins una família liberal de classe mitjana. Va ser alumne en una escola catòlica de Versalles i va voler, més tard, obtenir el títol de Ciències a l'École Centrale de Lille, que mai no va aconseguir.

## Obra literària
- Comdamne amour (1987)
- Les nuits fauves (1989)
- L'Ange sauvage (1993)
- L'animal (1994)

## Les Nits Salvatges
Les Nits Salvatges (Les Nuits Fauves), va aparèixer en 1992 i va ser la seva primera i única pel·lícula que va ser dirigida i interpretada per ell mateix, on hi va mostrar el seu àlter ego sense pudor. Un home bisexual, portador de VIH, que duia dues relacions paral·leles on la passió i la violència s'entremesclen. Va ser guardonada amb quatre premis César (Millor Edició, Millor Opera Prima, Millor Actriu Revelació i Millor Pel·lícula) en 1993. Desafortunadament Cyril no va poder anar a la gala perquè va morir tres dies abans de l'entrega.

## Altres treballs com a director
Com a assistent de direcció, Collard va treballar amb Maurice Pialat, a més de dirigir sis vídeos musicals entre els quals es troben els del famós grup franc-algerià Carte de Séjour. També va fer nombroses aportacions com a director de programes de televisió.